# 高木薬品 (神奈川県)
高木薬品株式会社（たかぎやくひん）は、かつて神奈川県横浜市神奈川区神大寺に本社を置いた、医薬品・医療機器・医療用検査試薬・介護用品・健康食品・一般用医薬品等の卸売販売をおこなう企業であった。当社の前身は医薬品卸売業「高木商店」の業務を継承して設立された。神奈川県を地盤とする。 現在は「アルフレッサ株式会社」である。三共系医薬品卸である。

## 概要
- 代表取締役社長　木内　将矩
- 資本金　1,200万円
- 従業員　122名（平成11年）
- 業績　　105億4,900万円（平成11年3月期）

## 沿史
- 昭和32年9月27日設立
- 昭和42年「平塚支店」開設
- 昭和55年横浜市金沢区に「南部支店」開設
- 昭和59年横浜市緑区に「緑支店」開設
- 平成8年藤沢市に「湘南支店」開設
- 平成12年4月、大阪府のアズウェルと合併、首都圏営業部として県内市場での基盤構築を目指す

## 営業所
- 横浜市
- 藤沢市
- 平塚市